# Condado de Príes
El condado de Príes es un título nobiliario español creado el 28 de agosto de 1906 por el rey Alfonso XIII a favor de Adolfo Enríque Príes y Scholtz, Gran Cruz de Beneficencia.

## Condes de Príes
|                           | Titular                        | Periodo                   |
| Creación por Alfonso XIII | Creación por Alfonso XIII      | Creación por Alfonso XIII |
| ------------------------- | ------------------------------ | ------------------------- |
| I                         | Adolfo Enrique Príes y Scholtz | 1906-1909                 |
| II                        | Fernando Príes y Gross         | 1910-1978                 |
| III                       | Adolfo Príes y Bertrán         | 1979-2020                 |
| IV                        | Aldolfo Príes Picardo          | 2021-actual titular       |

## Historia de los condes de Príes
- Adolfo Enrique Príes y Scholtz, I conde de Príes (m. 14 de julio de 1909).[2][1] Era hijo de Adolfo Príes y Saniter, cónsul de Alemania en Málaga, y de su esposa Francisca Scholtz Von Hermensdorf y Caravaca.[2]

Se casó con Pilar Gross y Orueta (m. 13 de octubre de 1962). En 10 de junio de 1910 le su hijo:
- Fernando Príes y Gross (Málaga, 9 de marzo de 1891-11 de junio de 1978), II conde de Príes.[1]

Se casó con Elisa Bertrán y Musitu. En 7 de julio de 1979 le sucedió su hijo:
- Adolfo Príes y Bertrán (Barcelona, 14 de febrero de 1923-Cádiz, 5 de agosto de 2020),[3] III conde de Príes.

Se casó en 1952 con María Luisa Fernanda «Toty» Picardo y Carranza (m. Madrid, 22 de febrero de 2019). En 9 de febrero de 2021 le sucedió su hijo:
- Adolfo Príes Picardo, IV conde de Príes.[5]